# Kingsley Obiekwu
Kingsley Obiekwu (Ibusa, 12 novembre 1974) è un ex calciatore nigeriano, di ruolo difensore.

## Carriera

### Club
Cresciuto nell'Udoji United, Obiekwu giocò per 4 stagioni in Nigeria (dal 1992 al 1995) prima di trasferirsi in Europa: nel 1995 fu infatti acquistato dal Go Ahead Eagles, formazione di Deventer (Paesi Bassi). Giocò 4 partite in Eredivisie, retrocedendo al termine della stagione. Disputò poi due campionati di seconda serie olandese, totalizzando 59 presenze e 7 reti. Nel 1998 lasciò i Paesi Bassi per gli Emirati Arabi Uniti, giocando una stagione all'Al-Ahli di Dubai. Nel 2001 fece ritorno in patria, firmando per l'Enugu Rangers; eccezion fatta per un'esperienza in Egitto nel 2002-2003, Obiekwu rimase nel club bianco-rosso fino al ritiro, avvenuto nel 2010.

### Nazionale
Fu convocato per il torneo calcistico di Atlanta 1996, vincendo la medaglia d'oro (pur senza scendere mai in campo). Tra il 1996 e il 1998 ottenne anche 5 presenze in Nazionale maggiore.

## Statistiche

### Cronologia presenze e reti in nazionale
| Cronologia completa delle presenze e delle reti in nazionale ― Nigeria | Cronologia completa delle presenze e delle reti in nazionale ― Nigeria | Cronologia completa delle presenze e delle reti in nazionale ― Nigeria | Cronologia completa delle presenze e delle reti in nazionale ― Nigeria | Cronologia completa delle presenze e delle reti in nazionale ― Nigeria | Cronologia completa delle presenze e delle reti in nazionale ― Nigeria | Cronologia completa delle presenze e delle reti in nazionale ― Nigeria | Cronologia completa delle presenze e delle reti in nazionale ― Nigeria |
| Data                                                                   | Città                                                                  | In casa                                                                | Risultato                                                              | Ospiti                                                                 | Competizione                                                           | Reti                                                                   | Note                                                                   |
| ---------------------------------------------------------------------- | ---------------------------------------------------------------------- | ---------------------------------------------------------------------- | ---------------------------------------------------------------------- | ---------------------------------------------------------------------- | ---------------------------------------------------------------------- | ---------------------------------------------------------------------- | ---------------------------------------------------------------------- |
| 9-8-1997                                                               | Radès                                                                  | Tunisia                                                                | 2 – 0                                                                  | Nigeria                                                                | Amichevole                                                             | -                                                                      |                                                                        |
| 28-1-1998                                                              | Hong Kong                                                              | Iran                                                                   | 0 – 1                                                                  | Nigeria                                                                | Amichevole                                                             | -                                                                      |                                                                        |
| Totale                                                                 |                                                                        | Presenze                                                               | 2                                                                      |                                                                        | Reti                                                                   | 0                                                                      |                                                                        |

## Palmarès

### Nazionale
- Oro olimpico: 1

Atlanta 1996